# برلمان غانا
برلمان غانا (بالإنجليزية: Parliament of Ghana)‏ هو الهيئة التشريعية في غانا، ويتكون من 275 مقعداً.